# پر بورل دل کاسو

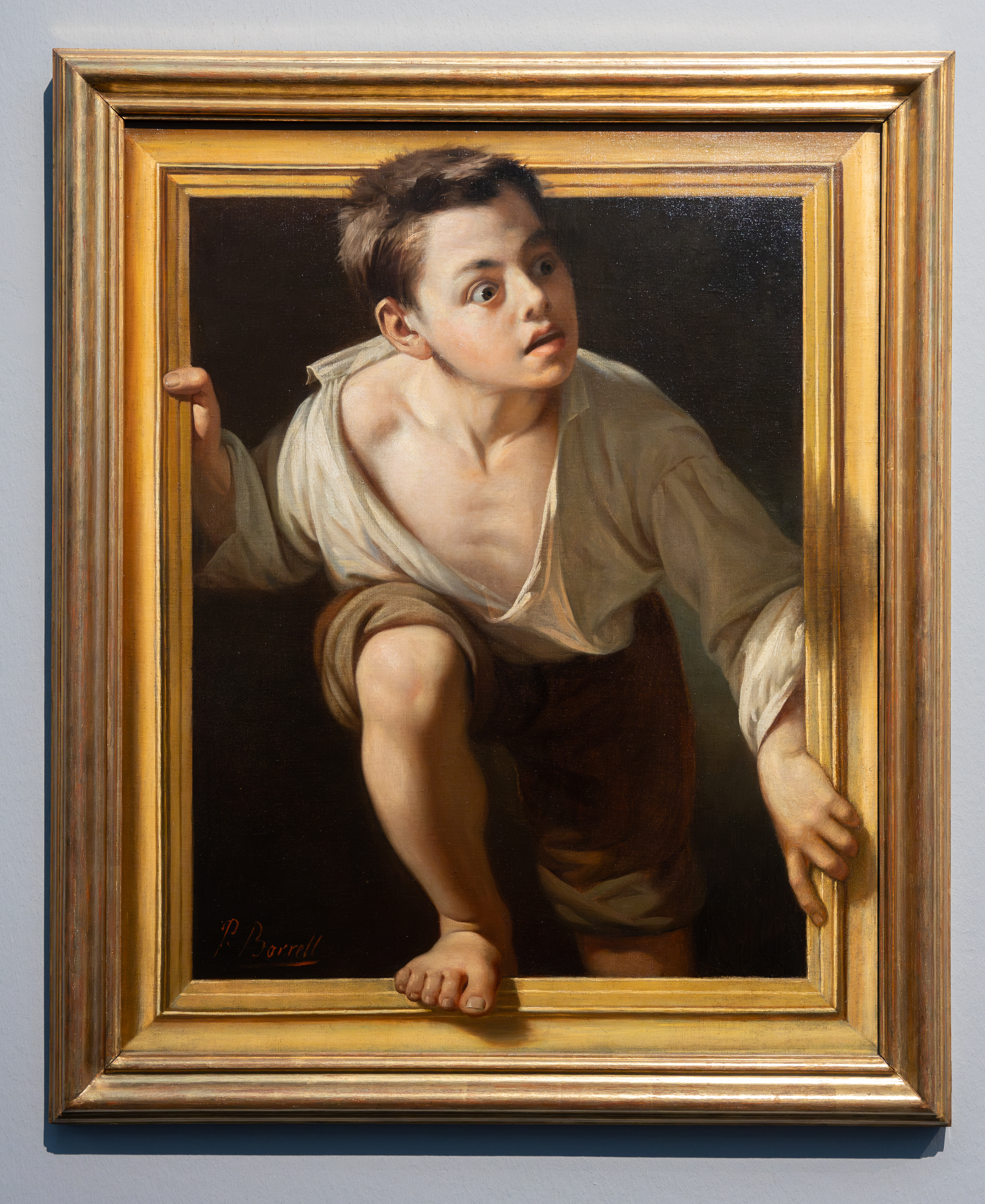
نقاشی فرار از انتقاد کشیده شده توسط پِرِ بورل دل کاسو، ۱۸۷۴

پِرِ بورل دل کاسو (زادهٔ ۱۳ دسامبر ۱۸۳۵ - :درگذشته ۱۶ مه ۱۹۱۰) یک نقاش، تصویرگر و حکاک برجسته کاتالان اسپانیا بود که به خاطر نقاشی‌های «فریب چشم» ترومپ‌لوی، به ویژه «فرار از انتقاد» (۱۸۷۴) مشهور است. او در پوجسردا به دنیا آمد و مهارت‌های اولیه خود در کابینت‌سازی را از پدرش آموخت. این مهارت‌ها حمایت مالی برای تحصیلات او در مدرسه هنرهای زیبا را فراهم کرد.
آثار بورل شامل پرتره‌هایی است که بخش عمده‌ای از کارهای او را تشکیل می‌دهند، و همچنین نقاشی‌های دیواری مذهبی به سبک نازارین که در بارسلونا، خیرونا و کاستیار دل وایس خلق شده‌اند. متأسفانه این نقاشی‌های دیواری در جریان جنگ داخلی اسپانیا در دهه ۱۹۳۰ تخریب شدند.
بورل در طول حرفه خود در سراسر اسپانیا و در نمایشگاه جهانی ۱۸۷۸ آثار خود را به نمایش گذاشت. علیرغم اینکه دو بار پیشنهاد استادی در مدرسه لا لوتجا (مدرسه هنر و صنایع دستی بارسلون) به او داده شد، او ترجیح داد تا در مدرسه هنری خصوصی خود تدریس کند. تأثیر وی به هنرمندان برجسته‌ای مانند روما ریبرا، ریکارد کانالس، آدریا گوال و جوزپ ماریا سرت نیز رسید. میراث هنری بورل از طریق فرزندانش، خولیو و رامون، که هر دو نقاشان برجسته‌ای شدند، ادامه یافت.
در زادگاه او، پویگسردا، میراث او با نام‌گذاری مدرسه محلی به نام «مؤسسه پره بورل» و یک خیابان به نام او گرامی داشته شده است.